# Eriostethus krombeini
Eriostethus krombeini là một loài tò vò trong họ Ichneumonidae.